# Sant Antoni (Seo de Urgel)
Sant Antoni es un barrio de Seo de Urgel. El barrio se encuentra situado entre los barrios del Poble-sec y Sant Pere al noreste de la ciudad. Los tres núcleos se encuentran por encima de la carretera N-260 aislador entre ellos y de la Seo.
Se encuentra en la fin de la plana de la Seu y el 2001 tenía 159 habitantes. Administrativamente se encuentra dividido entre Seo de Urgel y Valles del Valira.

Mapa del municipio de Seo de Urgel.

- Datos: Q4897264